# Socialpædagogernes Landsforbund
Socialpædagogernes Landsforbund (SL) er faglig organisation tilknyttet FH, men indtil 2018 var SL medlem af LO. 
SL's medlemstal er ca. 39.000 personer, som er socialpædagoger, familieplejere, ledere, forstandere, medhjælpere, håndværkere og andre, der hovedsageligt arbejder med børn, unge og voksne med fysiske, psykiske eller sociale funktionsnedsættelser. 
Forbundsformanden er Benny Andersen (siden 2010).

## Ekstern henvisning
- SL's websted